# Skalár
A fizikában skalárnak nevezzük azt a mennyiséget, amelyik a koordináta-rendszer elforgatásakor nem változik. Itt a koordináta-rendszeren elsősorban a háromdimenziós euklideszi teret értjük, és ekkor tulajdonképpen hármasskalár-mennyiségről van szó. Ha a (térbeli) tükrözéseket is bevonjuk a megengedett transzformációk körébe, akkor két eset lehetséges:
- a mennyiség nem változik – ekkor valódi vagy szűkebb értelemben vett skalármennyiségről beszélünk;
- a mennyiség előjelet vált [(-1)-gyel szorzódik], amikor is pszeudoskalár-mennyiségről beszélünk.

## A fogalom kiterjesztése

### Négyesskalár vagy Lorentz-skalár
Ha a háromdimenziós (hármas)térbeli forgatások helyett a Lorentz-transzformációval szembeni invarianciát követeljük meg, akkor az ezt kielégítő mennyiséget négyesskalár-mennyiségnek hívjuk. Minden négyesskalár egyben hármasskalár is, de ez fordítva nem igaz. Például a nyugalmi tömeg és az energia hármasskalár, de a nyugalmi tömeg négyesskalár is.

## Példák skalármennyiségre
Az alapvető fizikai állandók (mint a fénysebesség, Planck-állandó, Boltzmann-állandó, elemi töltés stb., valamint a nyugalmi tömeg stb.) általában négyesskalár-mennyiségek.
Hármasskalár-mennyiség az idő, energia stb.